# Samuel Girard (skridskoåkare)
För ishockeyspelaren Samuel Girard, se Samuel Girard.
Samuel Girard, född 26 juni 1996, är en kanadensisk skridskoåkare som tävlar i short track. Han blev olympisk mästare på 1 000 meter vid OS i Pyeongchang i Sydkorea.